# TRAPPIST-1g
</ref>
|asc             = 
|decl            = 
|magnitudeapar   = 
|distanoluz      = 39.??-->
|distparsec      = 12.1 ±0.4
|classe          = M8:1236
|ref_órbita      = 
|eixo_sm         = 0.0451 (± 0.0014)
|periastro       = 
|apoastro        = 
|excentricidade  = 0.0 ( -0.0 +0.061 )
|período_rev     = 12.35294 (± 0.00012) Juliean
|vel_orb         = 
|inclinação      = 100.2 (± 0.025)
|long_no         = 
|arg_peri        = 
|semi_amplitude  = 
|ref_físicas     = 
|massa           = 0.08 (± 0.009) (± 0.02)
|massa_terra     = 1.34
|raio            = 0.117 (± 0.004)
|raio_terra      = 1.127 ± 0.041
|densidade       = 5.18 ± 3.48
|gravidade       = ~10.35
|temperatura     = 198.6 ± 3.8
|ref_descoberta  = 
|data_descoberta = 2017
|descobridores   = 
|deteccao        = Trânsito
|estado_desc     = Confirmado
|nomes           = 
}}
TRAPISTA-1g, também designado como 2MASS J23062928-0502285 g, é um exoplaneta orbitando a estrela anã ultrafria TRAPPIST-1 a 39 anos-luz (12 parsecs) de distância da Terra, na constelação de Aquarius. Ele foi um dos quatro novos exoplanetas descobertos orbitando a estrela usando dados do Telescópio Espacial Spitzer. O exoplaneta está dentro da zona habitável.

## Características

### Massa, raio e temperatura
TRAPISTA-1g é um exoplaneta do tamanho da Terra, o que significa que tem a massa e o raio parecidos com o da da Terra. Ele tem uma temperatura de equilíbrio de 198.6 K (−75 °C; −102 °F). Este planeta tem uma massa de 1,34 vezes à da terra e um raio de 1,13 vezes o da Terra, resultando em uma estimativa de gravidade da superfície de 10,3 m/s uma densidade de 5.13 g/cm, ambas semelhantes à Terra.

### Estrela
O planeta orbita em torno de uma estrela anã ultrafria (Tipo-M) chamada TRAPPIST-1. A estrela tem uma massa de 0,08 M☉ e um raio de 0,11 R☉. Tem uma temperatura de 2550 K e pelo menos 500 milhões de anos de idade. Em comparação, o Sol tem 4,6 bilhões de anos de idade e tem uma temperatura de 5778 K. A estrela é rica em metais, com uma metalicidade ([Fe/H]) de 0,04, ou 109% a quantidade de energia solar. Isto é particularmente estranho, como tal, de estrelas de baixa massa, perto da fronteira entre anãs marrons e estrelas de fusão de hidrogênio deve ser esperado para ter consideravelmente menos teor de metais do que o Sol. Sua luminosidade (L☉) é de 0,05% do que a do Sol.
A magnitude aparente da estrela, ou o quão brilhante ele aparece da perspectiva da Terra, é 18.8, demasiado pequeno para ser visto a olho nu.

### Órbita
TRAPPIST-1g orbita a sua estrela em cerca de 12.353 dias e um raio orbital de cerca de 0.0451 vezes o da Terra (em comparação com a distância de Mercúrio do Sol, que é de cerca de 0,38 AU). Este é o limite exterior da zona habitável de TRAPPIST-1. A órbita da TRAPPIST-1g tem uma excentricidade de 0,003, muito menor do que a da Terra e semelhante ao do TRAPPIST-1e. Sua órbita varia por apenas cerca de 41.000 quilômetros (em comparação com cerca de 5 milhões de km da Terra), provavelmente fazendo o clima do planeta muito estável.